# Васильєв Георгій Митрофанович
Гео́ргій Митрофа́нович Васи́льєв  (нар. 27 грудня 1908 — †23 вересня 1981) — якутський письменник, перекладач, літературознавець.
Переклав якутською мовою «Заповіт» Тараса Шевченка, що друкувався в газеті «Кыым» («Іскра», 9 березня 1939) та в альманасі «Художня література» (книга 2, Якутськ, 1939). Цей переклад також вміщено в книзі «„Заповіт“ мовами народів світу» (Київ, 1960).
Васильєв — автор статей про українського поета: «Великий син українського народу» («Кыым», 9 березня 1939 року), «Тарас Шевченко» («Кыым», 9 березня 1954), «Немеркнуче ім'я» («Социалистическая Якутия», 8 березня 1964), «Добрим ніжним словом» (газета «Эдэр коммунист» — «Молодий комуніст», 11 березня 1964).